# Nationaal Songfestival 1986
Het Nederlandse Nationaal Songfestival 1986 werd op 1 april gepresenteerd door Pim Jacobs. Het evenement vond plaats in Theater De Flint in Amersfoort. De meidengroep Frizzle Sizzle won met het liedje Alles heeft een ritme.
Op het Eurovisiesongfestival eindigde de groep  op een 13e plaats.
| Startplaats | Artiest        | Lied                    | Punten | Plaats |
| ----------- | -------------- | ----------------------- | ------ | ------ |
| 1           | Michelle       | "Benjamin"              | 68     | 7e     |
| 2           | Jody Pijper    | "Sam"                   | 83     | 4e     |
| 3           | Frizzle Sizzle | "Alles heeft een ritme" | 117    | 1e     |
| 4           | Astrid Marz    | "De stilte na de storm" | 32     | 9e     |
| 5           | DeeDee         | "Fata morgana"          | 96     | 2e     |
| 6           | Michelle       | "Alleen jouw lach"      | 26     | 10e    |
| 7           | Jody Pijper    | "Muziek"                | 79     | 6e     |
| 8           | Frizzle Sizzle | "Eenmaal jong"          | 82     | 5e     |
| 9           | Astrid Marz    | "Nooit meer"            | 35     | 8e     |
| 10          | DeeDee         | "(Ik speel) de clown"   | 85     | 3e     |

1956 · 1957 · 1958 · 1959 · 1960 · 1961 · 1962 · 1963 · 1964 · 1965 · 1966 · 1967 · 1968 · 1969 · 1970 · 1971 · 1972 · 1973 · 1974 · 1975 · 1976 · 1977 · 1978 · 1979 · 1980 · 1981 · 1982 · 1983 · 1984 · 1986 · 1987 · 1988 · 1989 · 1990 · 1992 · 1993 · 1994 · 1996 · 1997 · 1998 · 1999 · 2000 · 2001 · 2003 · 2004 · 2005 · 2006 · 2007 · 2008 · 2009 · 2010 · 2011 · 2012